# Pycnocomon rutifolium
Pycnocomon rutifolium é uma espécie de planta com flor pertencente à família Dipsacaceae.
A autoridade científica da espécie é (Vahl) Hoffmanns. & Link, tendo sido publicada em Flore portugaise ou description de toutes les ... 2: 94, t. 88. 1820.

## Portugal
Trata-se de uma espécie presente no território português, nomeadamente em Portugal Continental.
Em termos de naturalidade é nativa da região atrás indicada.

## Protecção
Não se encontra protegida por legislação portuguesa ou da Comunidade Europeia.